# Palaeochrysophanus asyun
Palaeochrysophanus asyun är en fjärilsart som beskrevs av Schultz 1905. Palaeochrysophanus asyun ingår i släktet Palaeochrysophanus och familjen juvelvingar. Inga underarter finns listade i Catalogue of Life.